# Grauspitz
Grauspitz er det højeste bjerg i Liechtenstein med en højde på 2.599 moh, og er beliggende i bjergkæde Rätikon i Alperne. Bjergets top består af to tinder: Hintergrauspitz (2.574 m) og Vordergrauspitz (2.599 m).
| Bjerg | Spire Denne artikel om et bjerg eller en bjergkæde er en spire som bør udbygges. Du er velkommen til at hjælpe Wikipedia ved at udvide den. |